# Ядерный чемоданчик (Россия)

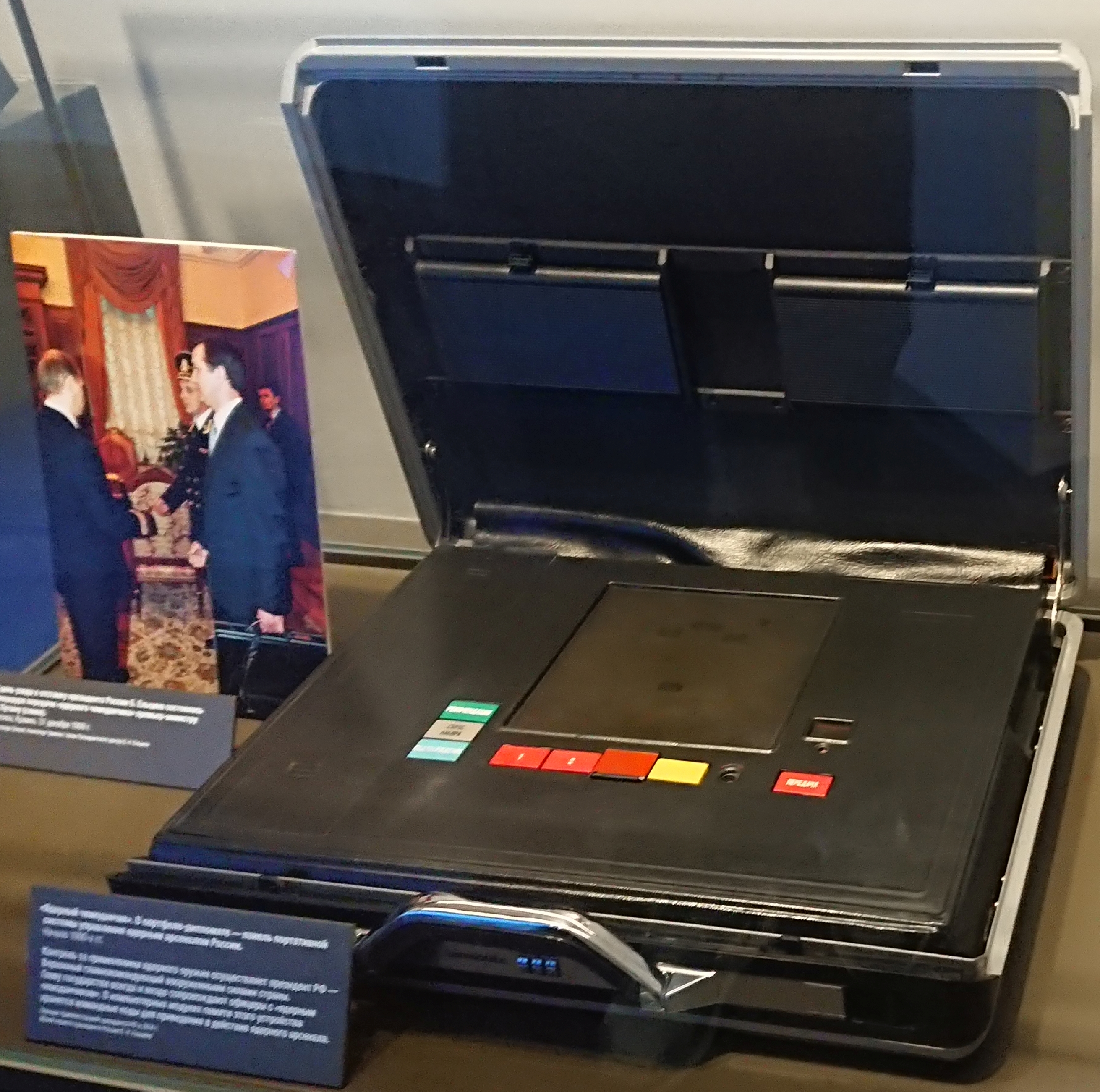
«Ядерный чемоданчик», 1990-е годы. Экспонат в музее Б. Ельцина в Ельцин-центре, передан в музей Администрацией Президента России в 2014 году

«Я́дерный чемода́нчик» — устройство, хранящее коды для приведения в действие ядерного арсенала СССР или России и находящееся у высшего военного и политического руководства страны. Посредством «ядерного чемоданчика» осуществляется связь с ракетными войсками стратегического назначения (РВСН). Подобное устройство появилось в СССР по аналогии с американским. Разработка отечественного «ядерного чемоданчика» началась в 1970-е годы для нужд высшего руководства страны: на тот момент существовала острая необходимость в создании системы связи с РВСН, которой можно было воспользоваться незамедлительно в случае запуска баллистических ракет в сторону СССР. С момента разработки и по настоящее время один «ядерный чемоданчик» находится в распоряжении главы государства — генерального секретаря ЦК КПСС или президента России; также по одному аналогичному устройству есть у министра обороны и у главы Генерального штаба.

## Задание на разработку
Тактико-техническое задание на разработку системы централизованного управления ядерным оружием было передано из Генштаба в 1970-е годы в связи с размещением американцами ракет типа «Першинг-2» в Европе: после этого их подлётное время к территории СССР сократилось с 14 до 7 минут. Генштаб постоянно проводил учения с личным составом ракетных войск и моделировал ответно-встречные удары, но поскольку шифры для запуска ракет хранились в командирском сейфе, командиры ракетных полков при объявлении тревоги в спешке ломали вставленные в сейфы ключи и не могли открыть их. До создания подобной системы применение ядерного оружия могло осуществляться только в случае, если главнокомандующий лично прибывал на соответствующий командный пункт.
Идею создания «ядерного чемоданчика» предложил начальник Генерального штаба ВС СССР Маршал Советского Союза Сергей Ахромеев, который получил от военной разведки сведения о существовании в США аналогичного устройства. Разработчикам предъявляли два основных требования к новой системе: уместить все необходимые компоненты (в том числе принципиально несовместимые) в небольшом объёме и максимально упростить управление на случай, если руководитель в момент принятия решения будет в состоянии сильнейшего стресса. Предполагалось, что руководитель должен будет принять решение об ответном ударе за считанные минуты, особенно в случае, когда запуск ракеты противника уже состоялся. В качестве формы устройства управления ядерным арсеналом страны рассматривались варианты использования электронного блокнота, пульта с кнопками, портфеля или некоего «красного телефона». Всего на разработку данного оборудования ушло 7 лет.

## Система «Казбек»

### Разработчики

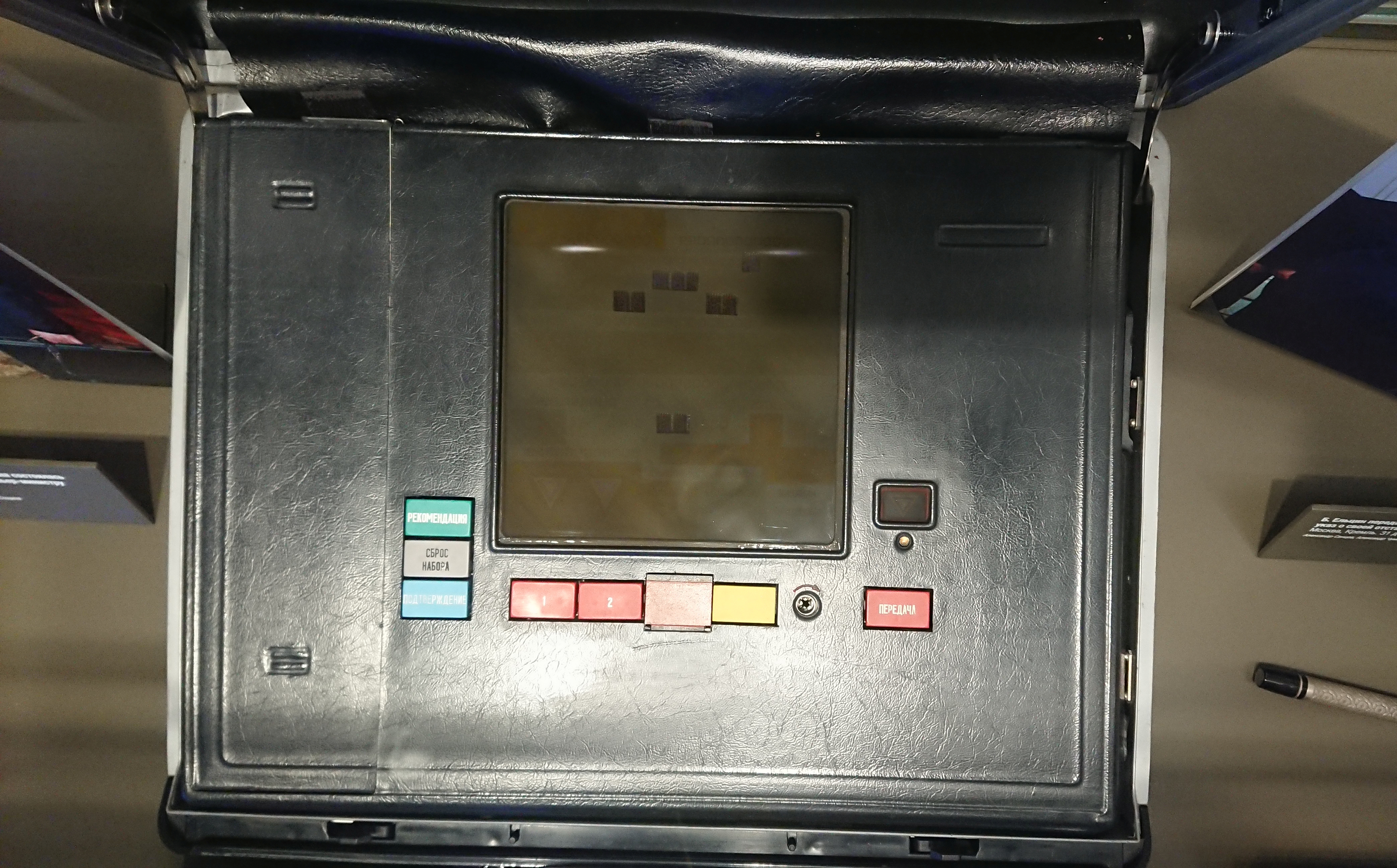
«Ядерный чемоданчик», 1990-е годы. Экспонат в музее Б. Ельцина в Ельцин-центре, передан в музей Администрацией Президента России в 2014 году. Вид сверху

«Ядерный чемоданчик» президента Российской Федерации является портативным абонентским терминалом (шифр «Чегет») автоматизированной системы управления (АСУ) стратегическими ядерными силами «Казбек» (она же «Кавказ-7»). Система начала разрабатываться в 1970-х годах в ленинградском ОКБ «Импульс» по инициативе главного конструктора советской системы боевого управления РВСН Т. Н. Соколова. В соревновании предприятий по созданию системы победил НИИАА, который возглавлял академик Владимир Семенихин. Главный конструктор этого изделия — Н. А. Девянин; также в работе участвовал конструктор Михаил Логинов, предложивший обиходное название устройства «ядерный чемоданчик». Названия системе «Казбек» и терминалу «Чегет» были даны в связи с тем, что кавказские топонимы использовались в качестве шифра любых работ по направлениям в области ядерного оружия. Методику работы с чемоданчиком при перемещениях пешком, в автомобиле, самолёте, правила оборудования мест постоянного пребывания главы государства, а также то, как должен применяться чемоданчик, какой аппаратурой должен быть укомплектован и сколько лиц будут иметь доступ к системе, разработал конструктор одной из подсистем АСУ, лауреат Государственной премии Валентин Голубков. Четырём сотрудникам НИИАА, участвовавшим в разработке системы, была присвоена Ленинская премия, 12 сотрудникам — Государственная премия СССР. Формально заказчика представлял начальник Главного оперативного управления Генштаба генерал-полковник Иван Николаев.

### Описание
Первый чемодан был самодельным, большим и двухкрышечным с четырьмя запорами-«лягушками» — он мог открываться как со дна, так и сверху. Вес чемодана достигал около 11 кг, а сам он имел современный по тем меркам дизайн и был выполнен без использования каких-либо импортных элементов, поскольку закупка иностранного оборудования для подобных целей была попросту запрещена. В дальнейшем «чемодан» стал представлять собой чёрный атташе-кейс (преимущественно производства фирмы «Samsonite» — кейс этой фирмы был у Бориса Ельцина), выполненный из жёсткого пластика. Дипломат имеет толщину около 10 см и весит 10 кг вместе с замком-шифром, позже выпуском чемоданов занялось ленинградское ОКБ «Импульс». Размеры дипломата — примерно 40 на 30 см. По своей сути «Чегет» является телефонным аппаратом с конференц-связью, с которого информация передаётся не в голосовом виде, а при помощи специальных шифров-символов. Также «Чегет» является специальным программным устройством, которое позволяет выйти через спутник на командный пункт управления в Генеральном штабе и на резервные пункты.
В качестве основы для устройства управления РВСН была взята отечественная ЭВМ: надёжность системы обеспечивалась параллельностью работы всех устройств, и в случае отказа одного устройства его быстро могли заменить другим. Система испытывалась по полной программе в специальном режиме тестирования и тренировок: оператор системы за смену проводил тысячи циклов для достижения высшего уровня надёжности и исключения ошибок. За первые 30 лет эксплуатации «ядерных чемоданчиков» было выпущено достаточно большое количество подобных экземпляров: это обосновывалось необходимостью смены каждые 5 лет ключей шифрования. Рядом с каждым таким чемоданом всегда находится аппаратура для обеспечения засекреченной радиосвязи. В 2019 году в эфире программы «Военная приёмка» на телеканале «Звезда» было впервые показано содержимое одного из первых в истории СССР «ядерных чемоданчиков». На кадрах был виден ряд клавиш одинакового размера, в том числе клавиши с цифрами. Кнопка «Пуск» имела белый цвет (по словам гендиректора НПО «Импульс» Сергея Вилкова, белая кнопка означала наведение сигнала), кнопка «Отмена» — красный. Также известно, что одной из составляющих чемоданчика является индивидуальная флеш-карта.
Система «Казбек» также предусматривает режимы учебной и боевой тревоги и выдаёт информацию о всех возможных помехах. Считается, что фиксация помех станциями началась после того, как одна из систем предупреждения о ракетном нападении по ошибке приняла пролетающую стаю гусей за ракетную атаку. При президентстве Владимира Путина подобная информация (вне зависимости от достоверности) стала также передаваться на терминал «Чегет», что позволяло улучшить боеготовность вооружённых сил и проводить более жёсткие тренировки. Известно, что во время учений РВСН в командном пункте постоянно звучали сообщения «Достоверно», которые указывали на выполняющийся в учебных условиях запуск баллистической ракеты в сторону СССР.

### Предполагаемый принцип действия
В случае запуска баллистической ракеты в сторону РФ все предупреждения и данные о движущихся ракетах передаются от станций и систем обнаружения ракетного нападения на центральный командный пункт военного ведомства, где дежурят старшие офицеры. Вся полученная информация о нападении перепроверяется по другим каналам и передаётся главе государства, министру обороны и начальнику Генерального штаба на их «ядерные чемоданчики». Только эти люди могут принять решение о нанесении ответно-встречного удара, передав соответствующую информацию на командный пункт. Решение о запуске ракет принимает, как правило, сам президент, однако оно всегда согласовывается с данными «ядерных чемоданчиков» министра обороны и начальника Генерального штаба. Запуск ракет может быть произведён после подтверждения от всех трёх чемоданов, с которых в командный пункт Генерального штаба должен быть послан определённый закодированный сигнал. В то же время известно, что каждый из «чемоданчиков» технически равносилен, и проводить соответствующие манипуляции в каждом чемодане для передачи сигнала одновременно не требуется, однако способ решения подобной проблемы между владельцами всегда засекречен.
Считается, что для запуска ракет владелец «ядерного чемоданчика» должен ввести известный только ему шифр на применение ядерного оружия, который разблокирует ядерные ракеты: при многочисленных несанкционированных попытках подобрать шифр ракета приходит в неработоспособное состояние. Каждую из ракет после соответствующей разблокировки запускают люди, несущие круглосуточное дежурство в засекреченных бункерах. На передачу всех соответствующих указаний от президента главнокомандующим родов войск, по мнению газеты «Аргументы и факты», в 1991 году гипотетически могло уйти от 15 до 20 минут. Служба, связанная с «ядерным чемоданчиком», находилась в ведении 9-го направления Генерального штаба ВС СССР. Сам «Чегет» за историю подвергся многочисленным модификациям, и его современное содержимое является государственной тайной.

## Эксплуатация

### Руководство СССР
Изначально предполагалось, что первым пользователем системы «Казбек» будет Леонид Брежнев, состояние здоровья которого вызывало серьёзные опасения: требование к максимально простому управлению было выдвинуто именно с учётом этого факта. Чемоданчик принял министр обороны Дмитрий Устинов, который остался доволен качеством оборудования, но попросил увеличить шрифты. Позже была предпринята попытка показать модель Брежневу, для чего первый командир «Чегета» и носильщики аппаратуры в течение трёх месяцев проводили подготовку и соответствующие тренировки. В 1982 году военные отправились к генеральному секретарю на приём и решили перед встречей протестировать «ядерный чемоданчик», однако система не сработала. Как потом выяснилось, в Кремле была установлена мощная защита от прослушки, которая создавала помехи и мешала запустить работу чемоданчика, а военным необходимо было предварительно настроить частоту радиостанции. Считается, что система в тот день приёма заработала только на подоконнике, где можно было обнаружить ближайшую антенну. Брежнев только по счастливой случайности в тот день отменил приём, что позволило разработчикам избежать серьёзных проблем. В итоге Брежнев до своей смерти так и не увидел «ядерный чемоданчик». Сменивший его Юрий Андропов увидел новую аппаратуру и дал добро на её использование. По словам журналиста Александра Рогаткина, один из первых ядерных чемоданчиков был сделан из красной кожи, чтобы его было видно издалека.
Фактически система «Казбек» была введена в эксплуатацию в 1983 году: опытную эксплуатацию начали министр обороны Дмитрий Устинов и начальник генерального штаба ВС СССР Николай Огарков. 6 июня 1984 года «ядерный чемоданчик» был официально принят на вооружение: первым руководителем СССР, которого стали сопровождать офицеры с «ядерным чемоданчиком», стал Константин Черненко. Первым руководителем группы офицеров, носивших чемоданы за государственным руководством, был Виктор Болдырев, получивший звание генерала сразу же после ввода системы в эксплуатацию. Использование «ядерного чемоданчика» началось уже при Михаиле Горбачёве, хотя он особо не интересовался его работой. Когда президентом РСФСР стал Борис Ельцин, были официально утверждены инструкции, по которым каждый будущий глава государства должен быть обязательно ознакомлен с принципом работы «ядерного чемоданчика».

### ГКЧП и распад СССР
Во время Августовского путча контроль над стратегическими ядерными силами фактически обеспечивался не президентом СССР Михаилом Горбачёвым и не занимавшим прежде пост министра обороны СССР маршалом Дмитрием Язовым, а фактически исполнявшим тогда обязанности министра обороны СССР генералом Михаилом Моисеевым. 18 августа 1991 года в 16:32 по специальным аварийным сигналам аппаратуры сопровождавшие Горбачёва офицеры-операторы «ядерного чемоданчика» узнали об отключении всех видов связи в помещении, кроме радиотелефона, соединявшего ядерную вахту на даче со спецкоммутатором пункта правительственной связи в Мухалатке. Полностью была оборвана связь с Москвой, однако в 9-м управлении Главного оперативного управления Генерального штаба ВС СССР потеря связи с президентским «ядерным караулом» не вызвала обеспокоенности. По словам Моисеева, когда связь с дачей Горбачёва в Форосе прервалась, то служащие Генерального штаба разъединили все средства связи и поместили «ядерный чемоданчик» в безопасное место, чтобы никто не мог воспользоваться кодами на активацию ядерного оружия.
Только утром 19 августа министр обороны СССР Язов узнал, что комплекс системы управления стратегическими ядерными силами находится ещё в Форосе: он приказал доставить его в Москву, однако связаться с группой ядерного караула и эвакуировать её не было никакой возможности. Командир группы ядерных адъютантов президента полковник Васильев вечером того же дня в 19:38 вылетел в Москву на самолёте президента и увёз абонентский комплект «Чегет», который был приведён в нерабочее состояние путём стирания магнитной памяти: офицеры сдали всю аппаратуру и оружие представителям Генштаба в аэропорту Внуково-2, после чего были развезены по домам, а Васильев как старший группы отправился на доклад. Позже член Совета обороны Юрий Маслюков говорил, что даже без ведома Горбачёва было возможно нанести ответный ядерный удар, используя систему «Казбек».
После провала ГКЧП и последующего рассмотрения дела о попытке государственного переворота прокуратурой были опубликованы много материалов, среди которых оказались и рассекреченные сведения о системе «Казбек»: многие документы по этой теме носили гриф «совершенно секретно». В частности, во время расследования дела ГКЧП Язов в своих показаниях впервые обнародовал подробные сведения об абонентском терминале «Чегет». Также утверждалось, что немецкий журнал Bunte заполучил от анонимного фотографа снимки, на которых Ельцин изучал раскрытый «ядерный чемоданчик», вследствие чего многие утверждали, что была разглашена секретная информация. Однако, по словам Орхана Джемаля, никакой секретной информации на фотографиях не было разглашено: эти фотографии были сделаны во время передачи чемодана Ельцину в конце 1991 года после того, как свои полномочия главы СССР сложил Горбачёв, а на фотографиях был изображён только кейс, подобный тому, с которым демобилизуются солдаты. Параллельно во время подписания Беловежского соглашения обсуждался ядерный вопрос: по словам министра иностранных дел Беларуси Петра Кравченко, в документах появилась формулировка о том, что ядерный центр управления контролируется всеми странами СНГ, а Россия не признавалась правопреемницей «ядерного чемоданчика», из-за чего возник риск лишения России статуса ядерной державы. Комментируя этот вопрос, Кравченко заявил, что «сдача позиций произошла позже».

### Россия
25 января 1995 года «ядерный чемоданчик» впервые в истории России перевели в боевой режим в связи с тем, что с норвежского ракетного полигона Аннёйа была запущена норвежско-американская исследовательская ракета Black Brant XII, которую российская СПРН по ошибке приняла за американскую баллистическую ракету Trident. Уведомление о мирном ракетном запуске было отправлено из Норвегии до дежурного генерала, однако поскольку дежурные менялись каждые сутки, сообщение новому дежурному не было доведено до конца, и генерал сообщил о возможном запуске баллистической ракеты. Считается, что в связи с этим Ельцин впервые активировал «ядерный чемоданчик», связавшись с министром обороны и начальником Генерального штаба, однако вскоре ситуацию удалось разрядить: было получено подтверждение, что ракета не представляет угрозы безопасности России. Этот случай активации системы «Казбек» является единственным публично известным случаем с момента её принятия на вооружение. На следующий день в интервью Ельцин сказал, что действительно первый раз воспользовался ядерным чемоданчиком и отследил с министром обороны и начальником штаба траекторию, маршрут полёта и время приземления ракеты.
Изначальный ресурс системы «Казбек» составлял 10 лет, и его в последующие годы пришлось экстренно дорабатывать и модернизировать с целью поддержания соответствующего уровня ядерной безопасности. Однако средств на эксплуатацию этой системы катастрофически не хватало. Ситуация осложнялась тем, что после распада СССР почти всё микроэлектронное производство бывшего Союза оказалось за границей, а использование импортных элементов в «ядерном чемоданчике» было запрещено из-за опасений по поводу возможного попадания шпионских устройств в чемодан. Более того, в разработке «Казбека» участвовали гражданские учёные из разных номерных НИИ, а на фоне распада СССР из-за хронической нехватки средств и задолженностей по зарплатам количество сотрудников этих организаций, способных решить проблемы в обслуживании «ядерного чемоданчика», значительно сократилось. В связи с этим в феврале 1997 года министр обороны Игорь Родионов предупредил Бориса Ельцина о том, что ситуация с ядерной безопасностью в стране критическая, а спустя месяц в журнале «Огонёк» стали высказываться опасения по поводу того, что в дальнейшем за президентом будут носить не настоящий «ядерный чемоданчик», а лишь его муляж из-за невозможности провести ремонт. В 1998 году с одного из закрытых предприятий из-за невыплат зарплат уволились все техники, что поставило под угрозу существования всю систему предупреждения и реагирования на ядерное нападение.
Согласно документам, опубликованным некоммерческой организацией National Security Archive, в сентябре 1994 года на переговорах Бориса Ельцина с его американским коллегой Биллом Клинтоном российский президент высказал мысль о том, что оба лидера должны отказаться в дальнейшем от использования ядерных чемоданчиков, доверив управление ядерным оружием современным техническим системам. Клинтон воспротивился подобной идее, заявив, что «ядерный чемоданчик» является важным символом человеческого контроля над вооружёнными силами и ядерным оружием в принципе. В 1997 году на очередной встрече Ельцин снова предложил отказаться от ядерных чемоданчиков и использовать гипотетический компьютер для управления ядерным оружием как в США, так и в России. Однако Клинтон и во второй раз ответил отказом, а заместитель госсекретаря США Строуб Толботт подчеркнул, что носящие чемоданчик помощники лучше любой компьютерной системы управления.
В настоящее время три «ядерных чемоданчика» находятся у Верховного Главнокомандующего, министра обороны и начальника Генерального штаба. У трёх вышеозначенных лиц есть также резервные чемоданы, постоянно находящиеся на связи с основными. Испытания работы системы «Казбек» проводились несколько раз в учебном режиме во время президентства Ельцина: результаты учебных ракетных пусков были успешными. Считается, что как минимум раз в год Президент России участвует в испытаниях по использованию «ядерного чемоданчика»: в этих же учениях участвуют министр обороны и начальник Генерального штаба, проводя учебные ракетные пуски и поражая условные цели.

## Операторы

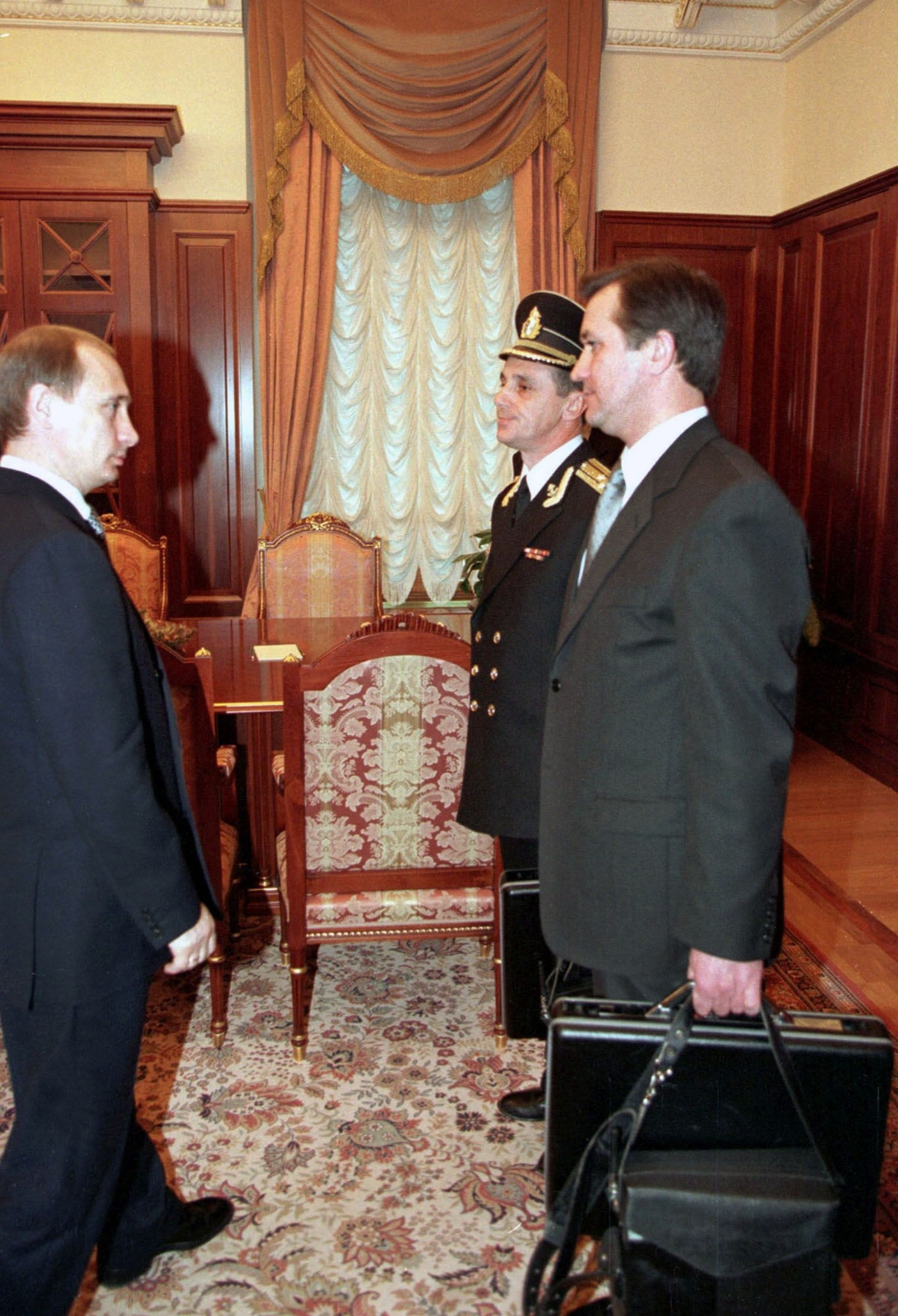
Церемония передачи исполняющему обязанности Президента России Владимиру Путину «ядерного чемоданчика» — системы управления ядерными силами России, 31 декабря 1999 года. «Дипломат» в руках — терминал «Чегет», сумка — радиостанция оперативной связи «Агат»

Прежде носильщики «ядерного чемоданчика» ходили в обычной военной форме. В настоящее время роль носильщиков играют адъютанты, одетые в форму офицера военно-морского флота — подобных офицеров называют «операторами», а сами они являются сотрудниками Федеральной службы охраны. В частности, первого президента России Бориса Ельцина сопровождали всегда два или три оператора. По одной из версий, идею использования формы военно-морского флота операторами предложила Раиса Горбачёва, которая якобы заимствовала такую идею у американцев. По другой версии, это решение было связано с обновлением формы вооружённых сил Российской Федерации, проведённым при Павле Грачёве: предложенный ранее вариант формы для операторов не понравился руководству, и они предпочли использовать обмундирование морского офицера-подводника. По мнению Орхана Джемаля, операторы в форме ВМФ внешне выделялись на фоне охраны президента, хотя их обязанности были намного более сложными.
Первых офицеров для переноски чемоданов отбирал генерал-полковник Иван Николаев, который предпочитал исключительно профессионалов, обладавших представительной внешностью и уживчивым характером, поскольку им предстояло находиться постоянно с главой государства и с его семьёй. Психологически неустойчивых Николаев исключал немедленно. Известны имена шестерых сотрудников 9-го направления Главного оперативного управления Генерального штаба ВС СССР, которые сопровождали Михаила Горбачёва во время ГКЧП — полковники В. Васильев, Л. Алешин, В. Рындин, В. Рожков, подполковники В. Кириллов и И. Антипов. В настоящее время при отборе на должность оператора к кандидатам предъявляются многочисленные требования: широкий кругозор для поддержания разговора, исполнительность, опыт боевого дежурства на сложной аппаратуре и знания в области электроники. По инструкции, каждый оператор обязан находиться в непосредственной близости от президента. Адъютанты главы государства обязаны исполнять только его приказы.
Согласно свидетельствам Михаила Моисеева, во время пребывания Горбачёва в 1991 году в Форосе операторы несли ядерную вахту в гостевом домике примерно в 100 м от апартаментов президента: операторы находились в одной комнате, а связист в другой. Доступ в это помещение был ограничен, а двери они держали всегда закрытыми: дежурные ходили обедать по очереди. Эти адъютанты не состояли в оперативном подчинении у сотрудников КГБ СССР, но согласовывали с ними все действия на территории дачи, а их вход и выход контролировался охраной.
В декабре 2023 года издание «Проект» установило, что ядерный чемоданчик носят военнослужащие ВМФ — капитаны первого ранга.

## Известные случаи передачи «ядерных чемоданчиков»

### От Горбачёва к Ельцину

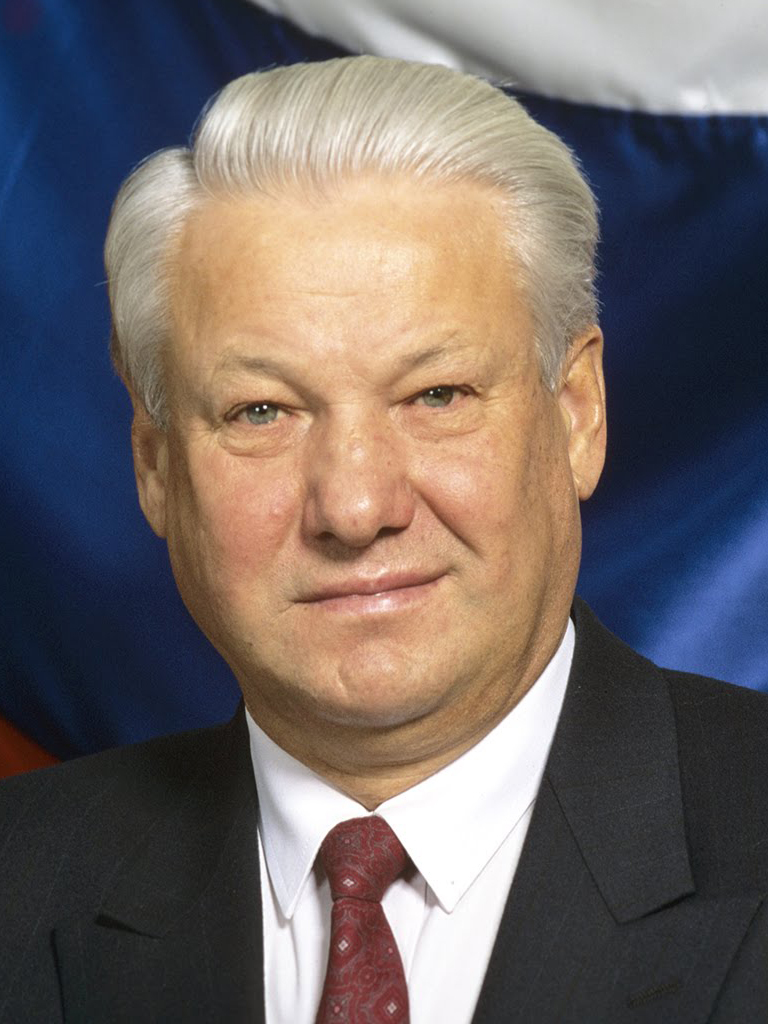
Борис Ельцин

Согласно официальным сведениям, 25 декабря 1991 года в 19:38 президент СССР Михаил Горбачёв перед телевизионным обращением о сложении президентских полномочий передал «ядерный чемоданчик» президенту России Борису Ельцину, после чего флаг над Кремлём был сменён с советского на российский. В то же время эта версия передачи полномочий по управлению ядерным арсеналом подвергается критике многими журналистами и политиками. Начальник службы безопасности президента Александр Коржаков говорил, что официальная церемония передачи «ядерного чемоданчика» не состоялась, поскольку у Ельцина и Горбачёва были крайне натянутые отношения, и Горбачёв отказался лично передавать чемодан президенту России. В итоге «чемоданчик» Ельцину передавали офицеры спецсвязи и генерал Болдырев.
Историк и советник директора ФСО Сергей Девятов утверждал, что «ядерный чемоданчик» был передан не Ельцину, а министру обороны СССР Евгению Шапошникову, который фактически исполнял обязанности главнокомандующего вооружёнными силами СНГ. Эту же версию о передаче «чемоданчика» Шапошникову поддерживает журналист Виктор Баранец. По его словам, Ельцин подписал документы о принятии «технических компонентов» управления стратегическими ядерными силами за несколько дней до официальной отставки Горбачёва, однако тот остался крайне недоволен подобным шагом и отказался передавать «чемоданчик» до своей официальной отставки. В день отставки Ельцин в итоге отказался ехать к Горбачёву на встречу и направил туда маршала Шапошникова, с которым намеревался обсуждать все возникшие вопросы по телефону. Причину своего отказа Ельцин так и не объяснил, дав повод для множества слухов. В дальнейшем на его чемодане всегда изображалась цифра «1»: по словам современников, на первом чемодане, который получил Ельцин, было изображено число «51», чем Борис Николаевич был крайне недоволен.

### Вопрос о передаче Черномырдину

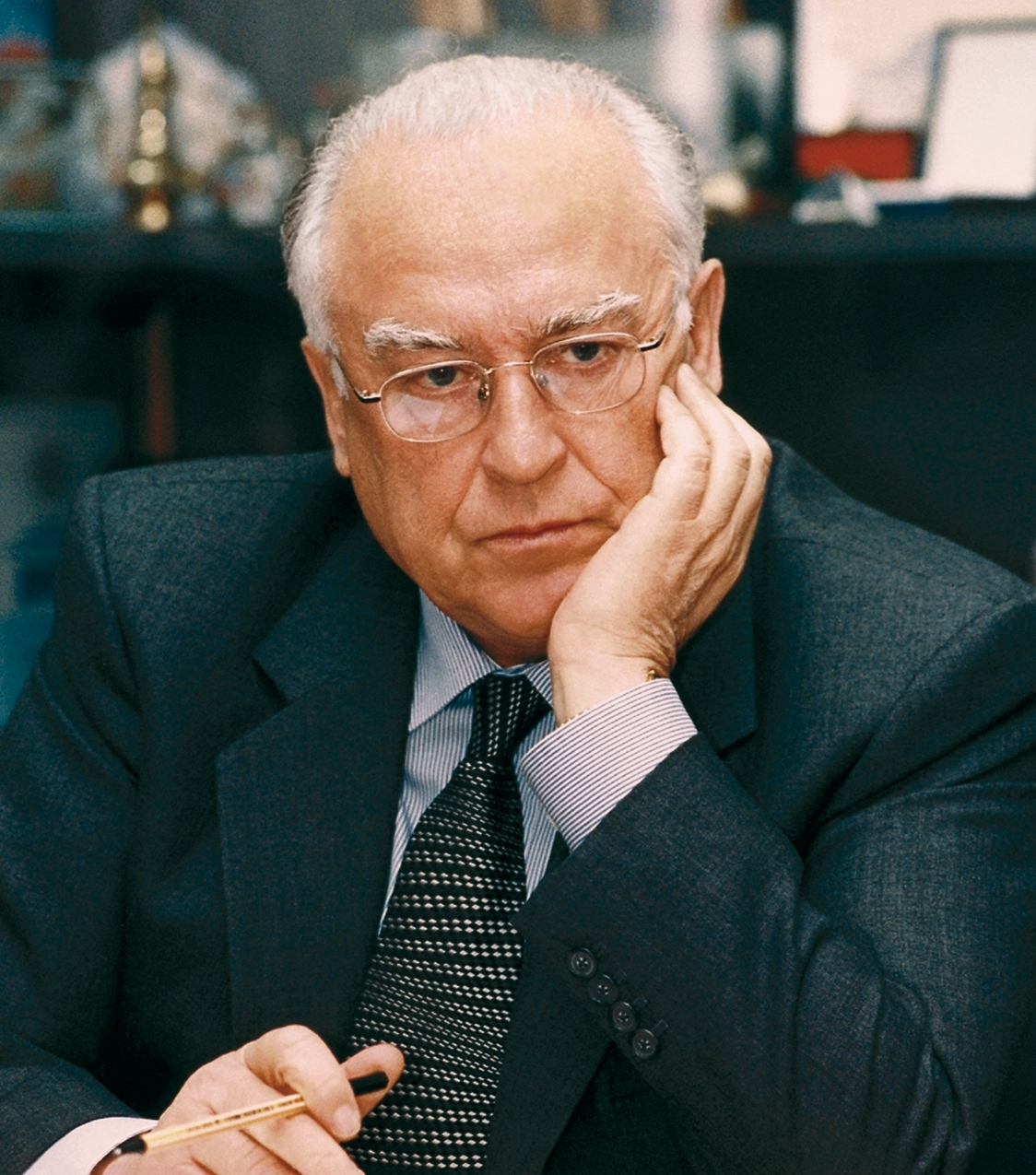
Виктор Черномырдин

В связи с несколькими случаями инфарктов у Бориса Ельцина летом 1995 года издания Time и Sunday Times стали публиковать статьи, в которых утверждалось, что президентский «ядерный чемоданчик» может быть передан временно председателю правительства Виктору Черномырдину. Эти слухи публично опровергли представители Бориса Ельцина, в том числе и начальник службы безопасности президента Александр Коржаков. Через год Ельцину предстояло перенести операцию на сердце (аорто-коронарное шунтирование), в связи с чем в Кремле стали обсуждать вопрос о целесообразности передачи чемодана Черномырдину. Разгорелись серьёзные споры: одному из спорщиков (им назывался Александр Коржаков) приписали утверждение о том, что Черномырдин может и вовсе попытаться узурпировать власть. Сам Ельцин 19 сентября 1996 года подписал указ «О временном исполнении обязанностей президента Российской Федерации», по которому все полномочия президента будут переданы в полном объёме Виктору Черномырдину. Точную дату Ельцин уточнил, подписав дополнительный указ, по которому полномочия на Черномырдина возлагались с 7 часов утра 5 ноября 1996 года до 6 часов утра 6 ноября 1996 года.
На основании этих указов и было публично объявлено, что на время хирургической операции «ядерный чемоданчик» будет передан Черномырдину, а обоснование подобного решения связали с положениями Конституции. Согласно руководителю протокола Горбачёва и Ельцина Владимиру Шорохову, перед операцией Ельцин также подписал специальный указ о том, что на время операции адъютант с «ядерным чемоданчиком» будет сопровождать именно Черномырдина. Согласно официальным сведениям, когда операция закончилась и Ельцин пришёл в сознание, ему немедленно вернули «ядерный чемоданчик». Однако, по словам бывшего заместителя начальника Службы безопасности президента Геннадия Захарова, фактической передачи «ядерного чемоданчика» в руки Черномырдина не состоялось ни разу: во время операции офицеры-«носильщики» просто сидели в вестибюле больницы, а как только Борис Николаевич пришёл в себя, «ядерный чемоданчик» немедленно внесли в его палату. Сам Черномырдин говорил, что «чемоданчик» находился где-то недалеко от него в течение всей операции, но отрицал все обвинения в том, что намеревался захватить власть.
В ноябре 1998 года и в январе 1999 года Ельцин снова был госпитализирован в Центральную клиническую больницу, однако «ядерный чемоданчик» в обоих случаях оставался с Ельциным в больничной палате — действовавшему премьер-министру Евгению Примакову в этот раз президентские полномочия не передавались.

### После Ельцина

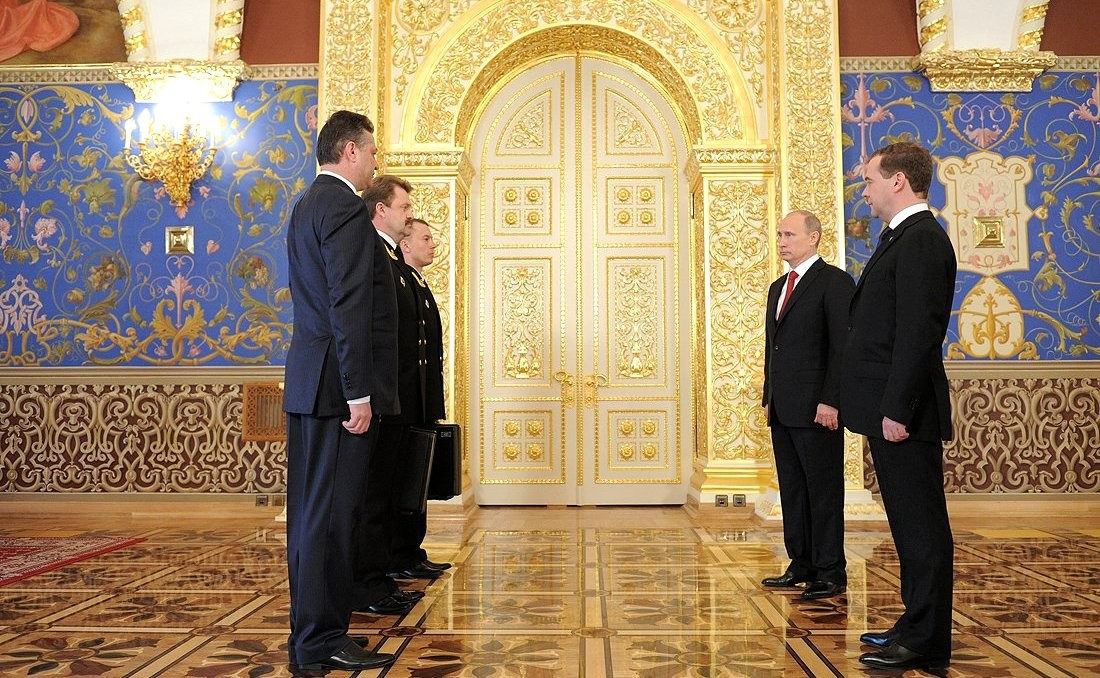
Передача Владимиру Путину «ядерного чемоданчика» 7 мая 2012 года

31 декабря 1999 года Ельцин, объявив по телевидению о своей отставке с поста президента Российской Федерации и назначив Председателя Правительства России Владимира Путина исполняющим обязанности президента Российской Федерации, передал ему и «ядерный чемоданчик». Это произошло в 9:30, однако фактически Ельцин всего лишь представил Путину офицеров, которые обязаны носить «чемоданчик». На передаче полномочий присутствовали глава администрации Президента Александр Волошин, советник Президента Валентин Юмашев, глава протокола Владимир Шевченко, министр обороны Игорь Сергеев, секретарь Совета безопасности Сергей Иванов, пресс-секретарь президента Дмитрий Якушкин и дочь первого президента Татьяна Дьяченко. Подлинный ядерный чемоданчик Ельцина с 2015 года является экспонатом Ельцин-центра (из устройства была полностью изъята «начинка», но сохранены кнопки).
По состоянию на 2006 год в России не был принят какой-либо документ или закон, который определял порядок передачи президентского «ядерного чемоданчика» лицу, которому доверят исполнение обязанностей главы государства в том случае, если президент будет не в состоянии их исполнять. В дальнейшем Путин передавал 7 мая 2008 года «ядерный чемоданчик» своему преемнику на посту Президента России, Дмитрию Медведеву, в день его инаугурации. Спустя ровно 4 года, 7 мая 2012 года «ядерный чемоданчик» был передан Медведевым избранному на пост президента России Путину, в день инаугурации.

### Министр обороны и начальник Генштаба
Во времена существования СССР абонентами системы «Казбек» были генеральный секретарь ЦК КПСС, министр обороны СССР и начальник Генштаба ВС СССР. Первым министром обороны, которому передали ядерный чемоданчик, стал Дмитрий Устинов, а первым начальником Генерального штаба — Николай Огарков. В связи с деятельностью маршалов Язова и Ахромеева во время ГКЧП последующая передача чемоданов министру обороны и начальнику Генштаба стала осуществляться с крайней осторожностью: если главнокомандующий Объединёнными вооружёнными силами СНГ Евгений Шапошников, осудивший ГКЧП, получил свой чемодан сразу, то начальнику Генерального штаба Виктору Самсонову его так и не передали, и в итоге третий «ядерный чемоданчик» долгое время не имел владельца. Летом 1993 года после отставки Шапошникова все терминалы системы «Казбек» окончательно закрепились за своими владельцами: абонентами системы стали министр обороны Павел Грачёв (позже его сменил Игорь Родионов) и начальник Генерального штаба Михаил Колесников. В 2001 году сообщалось, что у министра обороны Сергея Иванова было два подобных адъютанта, которые носили за ним «ядерный чемоданчик».

## В искусстве
«Ядерный чемоданчик» глав государств СССР и России фигурирует в ряде произведений искусства. В частности, одна из песен группы «Крематорий» носит название «Чемодан Президента». Одна из книг Игоря Бунича, посвящённая распаду СССР и вопросу о контроле Горбачёва над ядерным оружием, называется «Кейс президента». Из фильмов, в которых упоминается подобный «ядерный чемоданчик», выделяется фильм «Миссия невыполнима: Протокол Фантом», в котором террорист по имени Кобальт похищает «ядерный чемоданчик» и взрывает Спасскую башню, пытаясь тем самым развязать Третью мировую войну.